# WPA
WPA (Wi-Fi Protected Access), WPA2 и WPA3  — программы сертификации устройств беспроводной связи, разработанные объединением Wi-Fi Alliance для защиты беспроводной Wi-Fi-сети. Технология WPA первой версии пришла на замену технологии WEP. Плюсами WPA являются усиленная безопасность данных и ужесточённый контроль доступа к беспроводным сетям. Немаловажной характеристикой является совместимость между множеством беспроводных устройств как на аппаратном, так и на программном уровнях.
В WPA обеспечена поддержка стандартов 802.1X, а также протокола EAP (Extensible Authentication Protocol, расширяемый протокол аутентификации).
В WPA2 поддерживается шифрование в соответствии со стандартом AES (Advanced Encryption Standard, усовершенствованный стандарт шифрования), который имеет ряд преимуществ над используемым в WEP RC4, например гораздо более стойкий криптографический алгоритм.
Большим плюсом при внедрении WPA является возможность работы технологии на существующем аппаратном обеспечении Wi-Fi.
Некоторые отличительные особенности WPA:
- усовершенствованная схема шифрования RC4
- обязательная аутентификация с использованием EAP.
- система централизованного управления безопасностью, возможность использования в действующих корпоративных политиках безопасности.

## Аутентификация пользователей
Wi-Fi Alliance даёт следующую формулу для определения сути WPA:
```
WPA = 802.1X + EAP + TKIP + MIC

```

WPA, по сути, является суммой нескольких технологий.
В стандарте WPA используется Расширяемый протокол аутентификации (EAP) как основа для механизма аутентификации пользователей. Непременным условием аутентификации является предъявление пользователем свидетельства (иначе называют мандатом), подтверждающего его право на доступ в сеть. Для этого права пользователь проходит проверку по специальной базе зарегистрированных пользователей. Без аутентификации работа в сети для пользователя будет запрещена. База зарегистрированных пользователей и система проверки в больших сетях, как правило, расположены на специальном сервере (чаще всего RADIUS).
WPA имеет упрощённый режим. Он получил название Pre-Shared Key (WPA-PSK). При применении режима PSK необходимо ввести один пароль для каждого отдельного узла беспроводной сети (беспроводные маршрутизаторы, точки доступа, мосты, клиентские адаптеры). Если пароли совпадают с записями в базе, пользователь получит разрешение на доступ в сеть.

## Шифрование
Даже не принимая во внимание тот факт, что WEP, предшественник WPA, не обладает какими-либо механизмами аутентификации пользователей, его ненадёжность состоит, прежде всего, в криптографической слабости алгоритма шифрования. Ключевая проблема WEP заключается в использовании слишком похожих ключей для различных пакетов данных.
TKIP, MIC и 802.1X (части уравнения WPA) усилили шифрование передаваемых данных в сетях, использующих WPA.
TKIP отвечает за увеличение размера ключа с 40 до 128 бит, а также за замену одного статического ключа WEP ключами, которые автоматически генерируются и рассылаются сервером аутентификации. Кроме того, в TKIP используется специальная иерархия ключей и методология управления ключами, которая убирает излишнюю предсказуемость, которая использовалась для несанкционированного снятия защиты WEP ключей.
Сервер аутентификации после получения сертификата от пользователя использует 802.1X для генерации уникального базового ключа для сеанса связи. TKIP осуществляет передачу сгенерированного ключа пользователю и точке доступа, после чего выстраивает иерархию ключей плюс систему управления. Для этого используется двусторонний ключ для динамической генерации ключей шифрования данных, которые в свою очередь используются для шифрования каждого пакета данных. Подобная иерархия ключей TKIP заменяет один ключ WEP (статический) на 500 миллиардов возможных ключей, которые будут использованы для шифрования данного пакета данных.
Другим важным механизмом является проверка целостности сообщений (Message Integrity Check, MIC). Её используют для предотвращения перехвата пакетов данных, содержание которых может быть изменено, а модифицированный пакет вновь передан по сети. MIC построена на основе мощной математической функции, которая применяется на стороне отправителя и получателя, после чего сравнивается результат. Если проверка показывает на несовпадение результатов вычислений, данные считаются ложными и пакет отбрасывается.
При этом механизмы шифрования, которые используются для WPA и WPA-PSK, идентичны. Единственное отличие WPA-PSK состоит в том, что аутентификация производится с использованием пароля, а не по сертификату пользователя.

## WPA2
WPA2 определяется стандартом IEEE 802.11i, принятым в июне 2004 года, и призван заменить WPA. В нём реализовано CCMP и шифрование AES, за счёт чего WPA2 стал более защищённым, чем свой предшественник. С 13 марта 2006 года поддержка WPA2 является обязательным условием для всех сертифицированных устройств Wi-Fi.

## WPA3
В начале 2018 года международный альянс Wi-Fi Alliance анонсировал новейший протокол беспроводной безопасности — WPA3. Основными дополнениями, реализованными в этом протоколе, станут: встроенная защита от брутфорс-атак; индивидуальное шифрование данных для усиления конфиденциальности пользователей в открытых сетях Wi-Fi; упрощенная настройка IoT-устройств; усовершенствованный криптографический стандарт для сетей Wi-Fi — «192-разрядный пакет безопасности».

## Уязвимости
6 ноября 2008 года на конференции PacSec был представлен способ, позволяющий взломать ключ TKIP, используемый в WPA, за 12—15 минут. Этот метод позволяет прочитать данные, передаваемые от точки доступа клиентской машине, а также передавать поддельную информацию на клиентскую машину. Данные, передаваемые от клиента к маршрутизатору, пока прочитать не удалось. Ещё одним условием успешной атаки было включение QoS на маршрутизаторе.
В 2009 году сотрудниками университета Хиросимы и университета Кобе Тосихиру Оигаси и Масакату Мории был разработан и успешно реализован на практике новый метод атаки, который позволяет взломать любое соединение WPA без ограничений, причём, в лучшем случае, время взлома составляет 1 минуту.
Соединения WPA, использующие более защищённый стандарт шифрования ключа AES, а также WPA2-соединения, не подвержены этим атакам.
23 июля 2010 года была опубликована информация об уязвимости Hole196 в протоколе WPA2. Используя эту уязвимость, авторизовавшийся в сети пользователь может расшифровывать данные других пользователей, используя свой закрытый ключ. Никакого взлома ключей или брут-форса не требуется.
Тем не менее до 2017 года основными методами взлома WPA2 PSK являлись атака по словарю и брутфорс. Для этого в режиме мониторинга беспроводной карты сканируется эфир и записываются необходимые пакеты. Далее проводится деавторизация клиента для захвата начального обмена пакетами — «рукопожатие» (англ. handshake), либо нужно ждать, пока клиент совершит подключение. После этого уже нет необходимости находиться недалеко от атакуемой точки доступа. Атака проводится офлайн с помощью специальной программы и файла с хэндшейком.
В октябре 2017 году была опубликована атака переустановки ключа на WPA2, названная KRACK, которая позволяет сбросить nonce, при использовании AES-CCMP воспроизводить ранее отправленные пакеты и расшифровывать их, при использовании режимов WPA TKIP и GCMP — расшифровывать и внедрять пакеты в соединение.